# Стефка Хрусанова
Стефка Рускова Хрусанова е българска преводачка от унгарски, английски и словенски език. Член-съосновател е на международната работна група по проблемите на превода Linguaggi-di-versi, в която си сътрудничат преводачи и поети от България, Италия, Словения, Франция и други страни. Съосновател и автор на детското списание „Фют“.

## Биография
Хрусанова е родена в София. Завършва Софийски университет „Св. Климент Охридски“, специалности унгарска, английска и българска филология.
Превела е от унгарски език редица романи, сборници с разкази и стихосбирки:
- „Брегът на спомените“ от Ендре Кукорели (Изд. „Пан“, 1996)
- „Момчетата от улица „Пал“ от Ференц Молнар (Изд. „Пан“, 1998)
- „Последният прозорец-жираф“ от Петер Зилахи (Изд. „Полис“, 2001)
- „Корнел Ещи“ от Дежьо Костолани (Изд. „Pensoft“, 2002)
- „Пътешественик и лунна светлина или Другото желание“ от Антал Серб (Изд. „Стигмати“, 2006)
- „Сенчеста главна улица“ от Ласло Мартон (Изд. „Български писател“, 2007)
- „Досието К.“ от Имре Кертес (Изд. „Рива“, 2008)
- „Белият цар“ от Дьорд Драгоман (Изд. „Ерго“, 2008)
- „Изповедникът на Швейк“ от Ищван Вьорьош (Фондация „Изкуство срещу насилието“, 2009)
- „Три плюс 1“ от Петер Зилахи (Изд. „Ерго“, 2010)
- „Литературната критика в Унгария през ХХ век“ (ИК „Гутенберг“, 2011)
- „Развалината: История на комунизЪма“ от Ендре Кукорели (Изд. „Ерго“, 2012)
- „Избрани стихотворения“ от Габор Дюкич (ИК „Гутенберг“, 2013)
- „Цирк над града“ от Шандор Петьо (Изд. „Ерго“, 2013)
- „Принудително освобождение“ от Ласло Мартон (ИК „Гутенберг“, 2015)
- „Чужда клетка: Стихове“ от Шандор Татар (ИК „Гутенберг“, 2015)
- „Кръщение в потоп“ от Ищван Вьорьош (Изд. „Ерго“, 2016)
- „Златното хвърчило“ от Дежьо Костолани (ИК „Гутенберг“, 2016)
- „Мисията на един унгарец на българска земя“ от Лайош Дьобрьоши (ИК „Арка“, 2018)
- „Трите капки кръв на Рая“ от Ласло Мартон (ИК „Гутенберг“, 2018)
- „Трудна дипломация“ от Ласло Мартон (ИК „Гутенберг“, 2020)

От английски език е превела:
- „Островът на сините делфини“ от Скот О'Дел (Изд. „Пан“, 1998)
- „Анн от Авонлий“ от Луси Мод Монтгомъри (Изд. „Пан“, 1998)
- „Анн от острова“ от Луси Мод Монтгомъри (Изд. „Пан“, 1999)
- „Анн от дома на мечтите“ от Луси Мод Монтгомъри (Изд. „Пан“, 2001)

От словенски език е превела:
- Кашмир“ от Алеш Щегер (Изд. „Пан“, 2003)

В периодичния печат публикува преводи на разкази, есета, стихове и статии от унгарски писатели, както и преводи на литературна критика.

## Награди
Хрусанова е носител на наградата на унгарската фондация „Милан Фющ“ за цялостна преводаческа дейност.
На 24 ноември 2011 г. получава Медала за заслуги на Президента на Република Унгария д-р Пал Шмит, връчен ѝ от Юдит Ланг, извънреден и пълномощен посланик на Република Унгария в България.